# Mikulicze (gmina)
Mikulicze – dawna gmina wiejska istniejąca do 1939 roku w województwie wołyńskim w Polsce (obecnie na Ukrainie). Siedzibą gminy były Mikulicze.
W okresie międzywojennym gmina Mikulicze należała do powiatu włodzimierskiego w województwie wołyńskim II RP. Według stanu z dnia 4 stycznia 1936 roku gmina składała się z 34 gromad. Po wojnie obszar gminy Mikulicze został odłączony od Polski i włączony do Ukraińskiej SRR.